# Benejam
Benejam   (Ciutadella de Menorca, 26 de gener de 1890 - Barcelona, 19 de gener de 1975) és el pseudònim de l'autor de còmic Marí Benejam i Ferrer.
Els seus primers pseudònims foren Nino i Ferrer. El nom de Benejam està associat amb els personatges més populars de la revista TBO: La familia Ulises. Per la mateixa revista, creà a Eustaquio Morcillón i el seu ajudant Babalí o Melitón Pérez. A més, continuà la secció Los grandes inventos del TBO després de les etapes de Nit, Tínez i Tur. Juntament amb Urda fou un dels dibuixants més prolífics de la revista.

## Biografia
Marí Benejam i Ferrer, neix a Ciutadella a l'illa de Menorca el 26 de gener 1890 i mor a Barcelona el 19 de gener de 1975.
El nom de Marí, segons explica el periodista Josep Maria Cadena, li va posar el padrí de baptisme, quan es va confondre i es va pensar que era el sant del dia que havia nascut, quan en realitat era la fulla del dia anterior del calendari, la que va agafar com a referència del sant. El seu pare treballava a la indústria del calçat, era former. Després del conflicte de Cuba el sector del calçat se'n va ressentir, i tota la família es va traslladar a Barcelona, el 1897, en aquesta ciutat el seu pare va fer de rellotger.

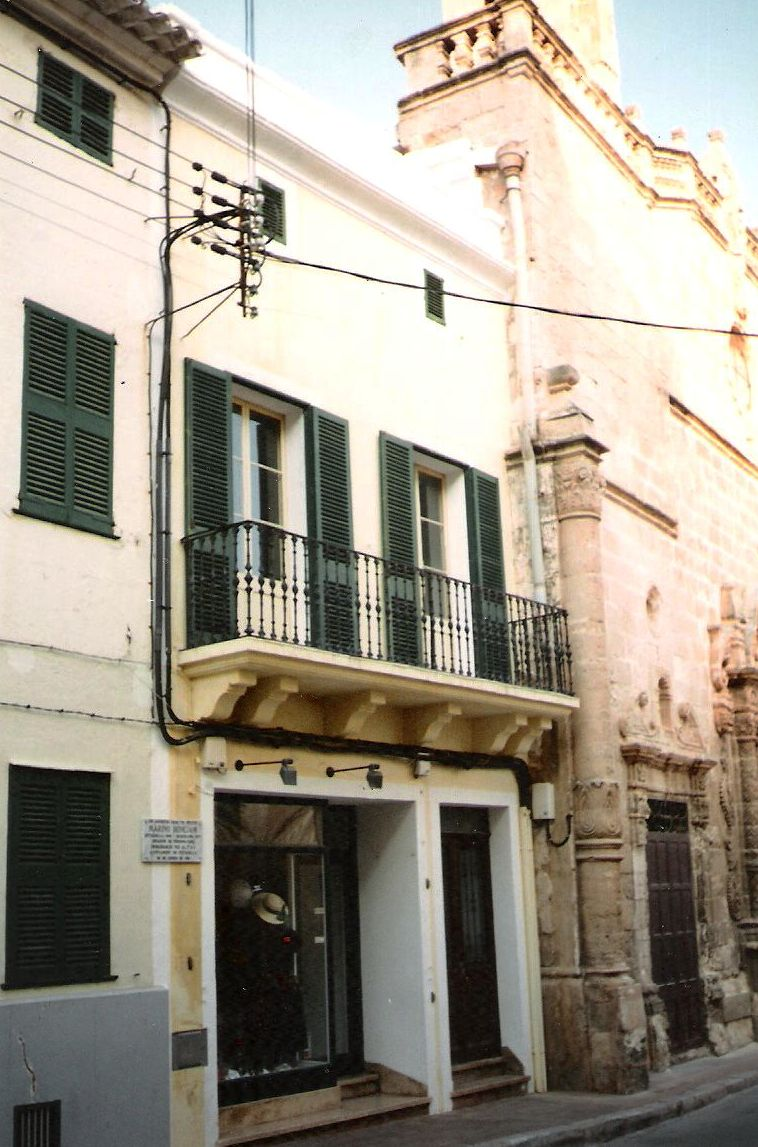
Casa natal

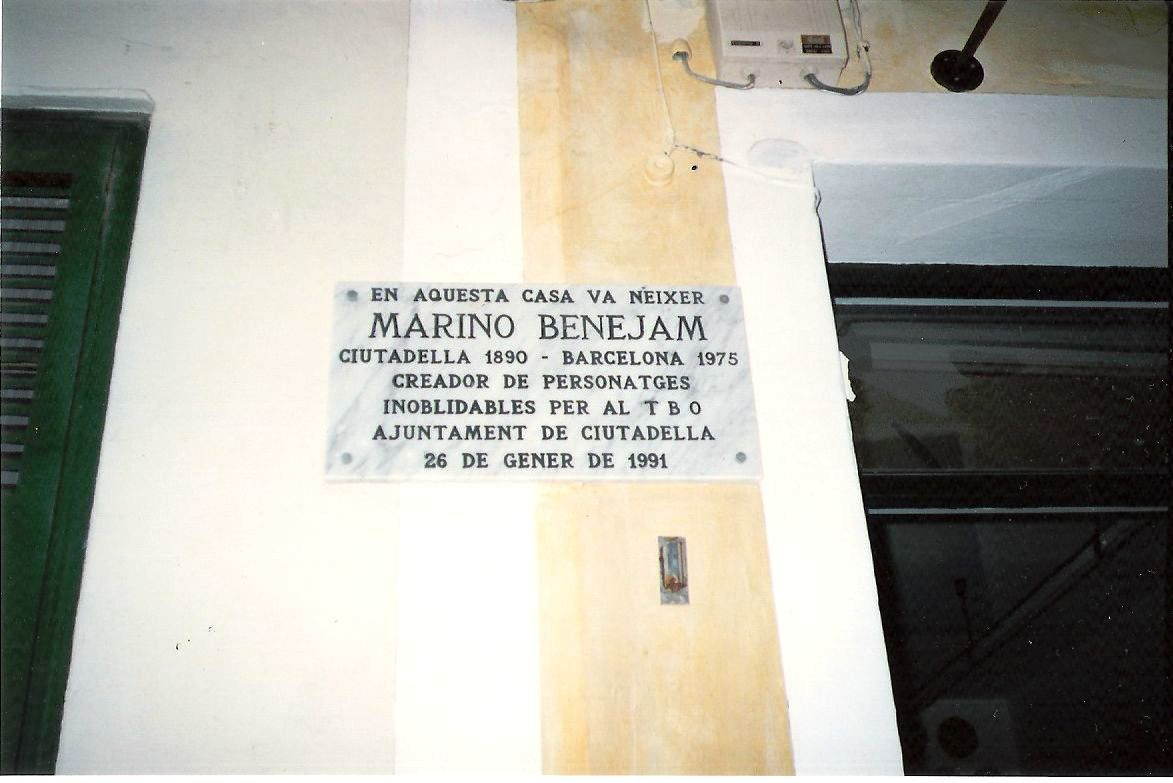
Placa commemorativa

Benejam, és probablement un dels dibuixants de còmics més destacats del còmic d'humor de la postguerra. Per d'altra banda és una de les animes de la revista TBO. A més a més de TBO, també va dibuixar per altres revistes, entre elles; Pocholo, Cigronet, Perra Gorda, KKO, Nicolás, La Risa, Altaya i per a Joaquim Buïgas, editor de TBO, a les publicacions, S o Floreal suplement dedicat a L'Escola Nova Unificada de Catalunya, editada a l'època de la República. Per aquest fet va ser represaliat després de la Guerra Civil.
Per la revista TBO hi va crear els personatges; Meliton Perez, Eustaquio Morcillón o la Familia Ulises aquesta sèrie la va dibuixar fins que a l'edat de 80 anys va patir una embòlia i va deixar la sèrie en mans del dibuixant i col·laborador de la revista TBO, Josep Maria Blanco Ibarz, més conegut amb el nom artístic de Blanco. L'embòlia que va patir Benejam, el va obligar a retirar-se del dibuix, va morir el 19 de gener de 1975, a l'edat de 85 anys.
Signava amb el nom artístic de Benejam però també com a Marino, Ferrer (el seu segon cognom), o apòcopes com Rino o Bene.

## Obra i personatges

### Personatges
La Família Ulises (família de personatges). Es va publicar per primera vegada el 1944, amb guions de Joaquim Buigas, Don Ulises, Doña Sinforosa, la senyora Filomena, Lolín, Poicarpito, Merceditas i el gosset Tresski, conformaven des de la contraportada de la revista TBO, un retrat amb una càrrega de crítica de les aspiracions, alegries i tragèdies d'una família de la classe mitjana espanyola durant el franquisme. Aquesta família és un retrat fidedigne de la mentalitat i les vivències de les llars de la postguerra al llarg de trenta anys.
Eustaquio Morcillón (personatge). En molts aspectes, el seu Eustaquio Morcillón venia a ésser una espècie d'Ulises aventurer traslladat a l'Àfrica i en possessió d'una escala de valors pròpia de la burgesia barcelonesa (superficialment culte, paternalista, competitiu, són entre d'altres les qualitats que els estudiosos del gènere varen atribuir al personatge). Eustaquio Morcillón, era també un personatge intrèpid, i explorador que anava sempre acompanyat del seu fidel i enginyós "negret", Babali.
Melitón Pérez (personatge). Aquest personatge fou creat l'abril de 1936, a la revista TBO, i desenvolupat després de la Guerra Civil espanyola, amb tires mudes i d'una gran comicitat, Melitón Pérez, era un ésser solitari i sempre sorprès davant els progressos de la vida urbana, incomprensible per a ell.

#### Publicacions
| Anys   | Publicació                               | Títol / Personatge | Format           | Guionista | Editorial        | Notes                  |
| ------ | ---------------------------------------- | ------------------ | ---------------- | --------- | ---------------- | ---------------------- |
| 1931   | TBO                                      | Varis              | Quadern Vertical | Varis     | Editorial Buigas |                        |
| 1942 ? | Titulo Convenido                         | Varis              | Quadern Apaïsat  | Varis     | Ameller Editor   |                        |
| 1943 ? | TBO                                      | Varis              | Quadern vertical | Varis     | Ediciones TBO    |                        |
| 1944   | Historias de... (varis títols)           | Varis              | Quadern Vertical | Varis     | Editorial Bauza  | 6 nùmeros publicats    |
| 1945   | 36 Historietas Mudas                     | Varis              | Llibre Cartone   | Varis     | Editorial Roma   |                        |
| 1945 ? | Historietas Completas                    | Varis              | Quadern vertical | Varis     | Editorial Cisne  | 10 ? números publicats |
| 1947   | Cuaderno extraordinario de Ediciones TBO | Varis              | Quadern vertical | Varis     | Ediciones TBO    | revista monografica    |
| 1950   | Colección Pinturitas                     | Varis              | Quadern vertical | Benejam   | Editorial Roma   | 5 ? números publicats  |
| 1952   | TBO                                      | Varis              | Quadern vertical | Varis     | Ediciones TBO    | 789 números publicats  |